# 愛知万博の施設
愛知万博の施設とは、2005年日本国際博覧会で設置されたパビリオンを中心とする施設群のことをいう。121ヵ国と4国際機関、及び民間企業などが出展した。

## 長久手会場
- 北ゲート
- 東ゲート
- 西ゲート
  - 愛・地球博郵便局

### センターゾーン

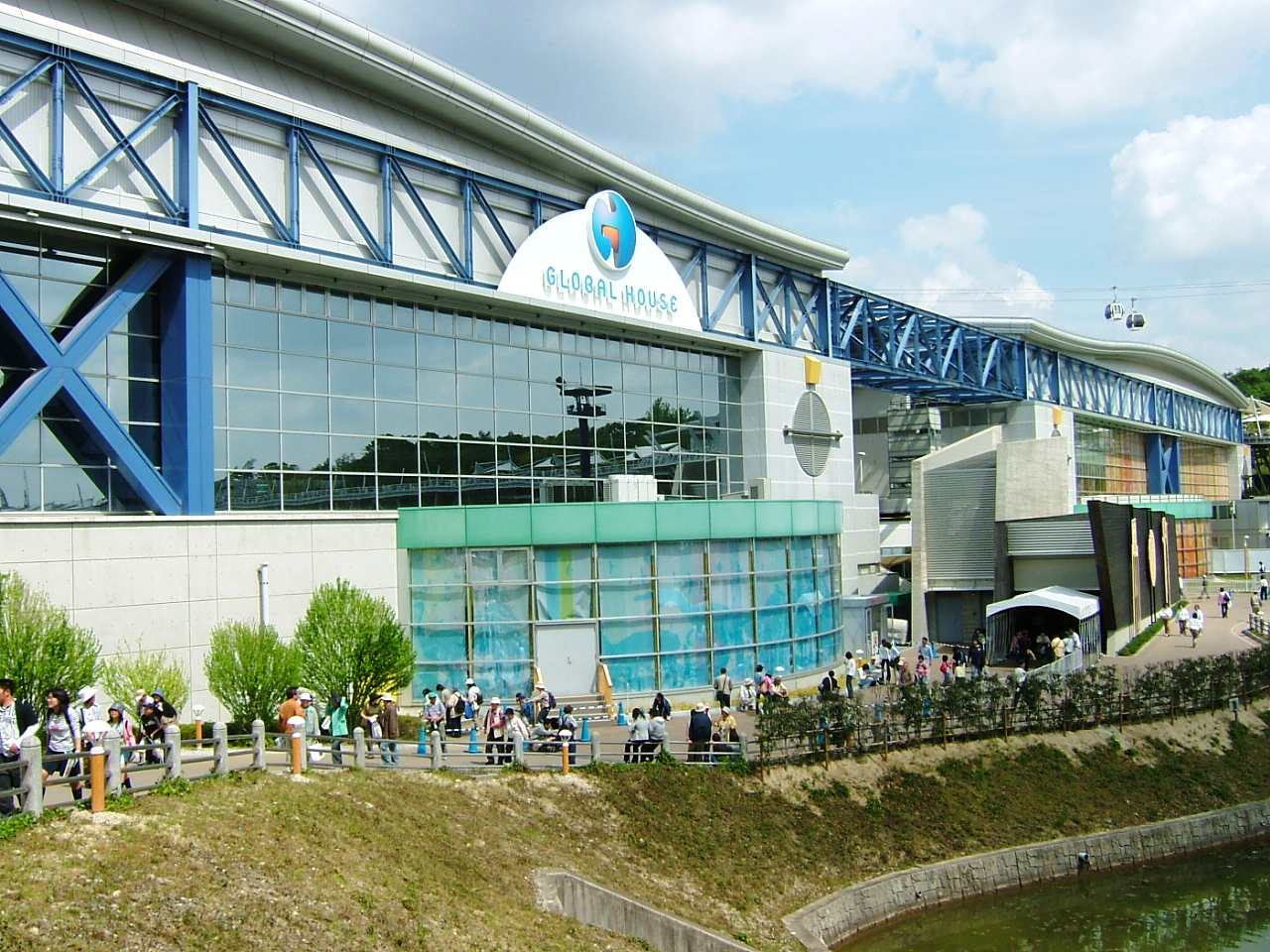
グローバル・ハウス

- グローバル・ハウス（博覧会協会 協賛・ソニー、NEC、キヤノン、野村ホールディングス、新日本石油他）
  - グローバル・ハウスオレンジホール（博覧会協会）
NHKによる走査線4000本×8000ドット（縦横共にハイビジョンの4倍）、600インチの映像（投影装置は日本ビクター製）と22.2chの立体音響によるスーパーハイビジョンシアター。
  - グローバル・ハウスブルーホール（博覧会協会）
ソニーによる約50m×約10m（2005インチ）のレーザードリームシアター。
  - グローバル・ハウスマンモスラボ（博覧会協会 協賛・日本通運、伊藤忠商事）
ロシアのサハ共和国北部で発掘されたマンモス（ユカギルマンモス）の組織（頭部・前肢）や骨格を展示するプロジェクトの実施。行列ができるほど人気があった1つの目玉であり、後にフジテレビ本社（東京・お台場）でも、同じマンモス頭部の骨を公開するイベントが開催された。
- 愛・地球広場 （協賛・松下電器、NTTドコモ、朝日新聞社、メ～テレ、テレビ朝日他）
- バイオ・ラング
- こいの池
ロバート・ウィルソンの演出によるナイトイベント（こいの池イブニング）が行われた。ナレーターは黒柳徹子（協賛・アサヒビール、KDDI、毎日新聞社、ブリヂストン）。
- 迎賓館
- ロータリー館（友愛の家）

### グローバル・ループ（水平回廊）

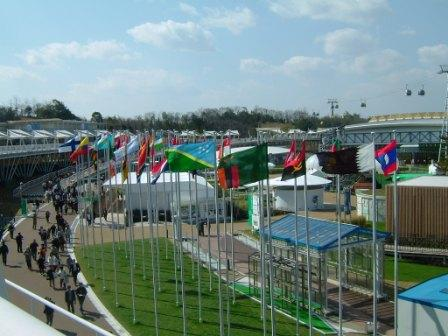
グローバル・ループ

会場を一周するように設置された全長約2.6km、幅約21mの回廊。起伏のある会場（最大高低差約40m）を地形の最小限の改変でバリアフリーで周遊できるように配置され、平均高さは地上7m（最大地上高は14m）。最大傾斜3度。ループ上をグローバル・トラム、自転車タクシーが運行された。なお路面は廃材、合成樹脂などを複合使用した木製。

### グローバル・コモン（外国館）
各地域毎に出展され、各館はモジュールと呼ばれる、規格化された鉄骨造の箱状の構造体（高さ9m、幅18m、奥行き18m）をつなげて構成され、各館はそれぞれ外観、内装などの装飾により特徴を出した。なお、このモジュール化により建設工期、建設コストが低減され、閉幕後も個々のモジュールはユニットとして再活用を考慮したものとなっている。なお各館はモジュール1個のものからモジュール5個のものまで各種建設された。（下記の括弧内の数値は館の規模を示すモジュールの個数）

#### グローバル・コモン1（アジア）

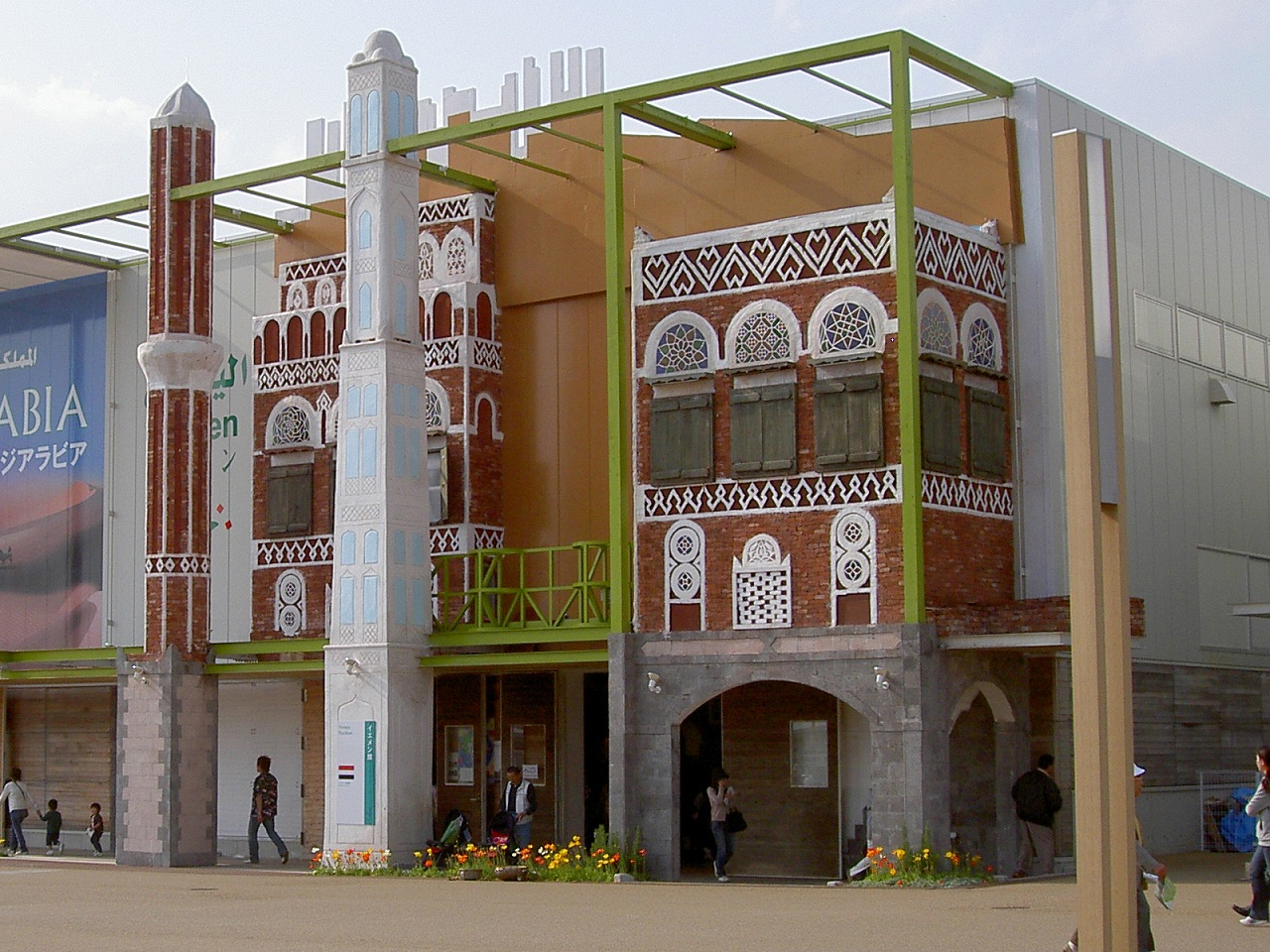
イエメンパビリオン

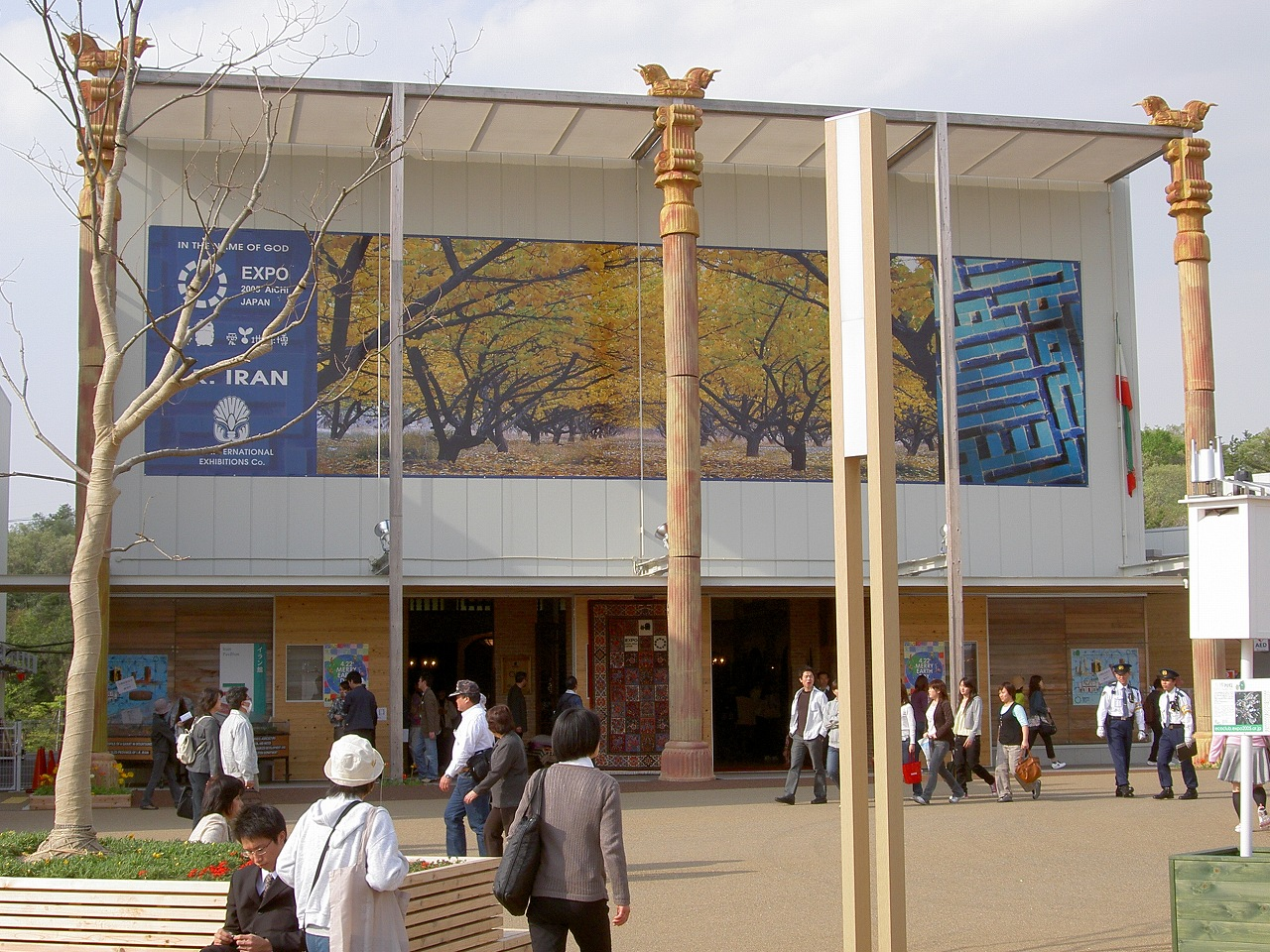
イランパビリオン

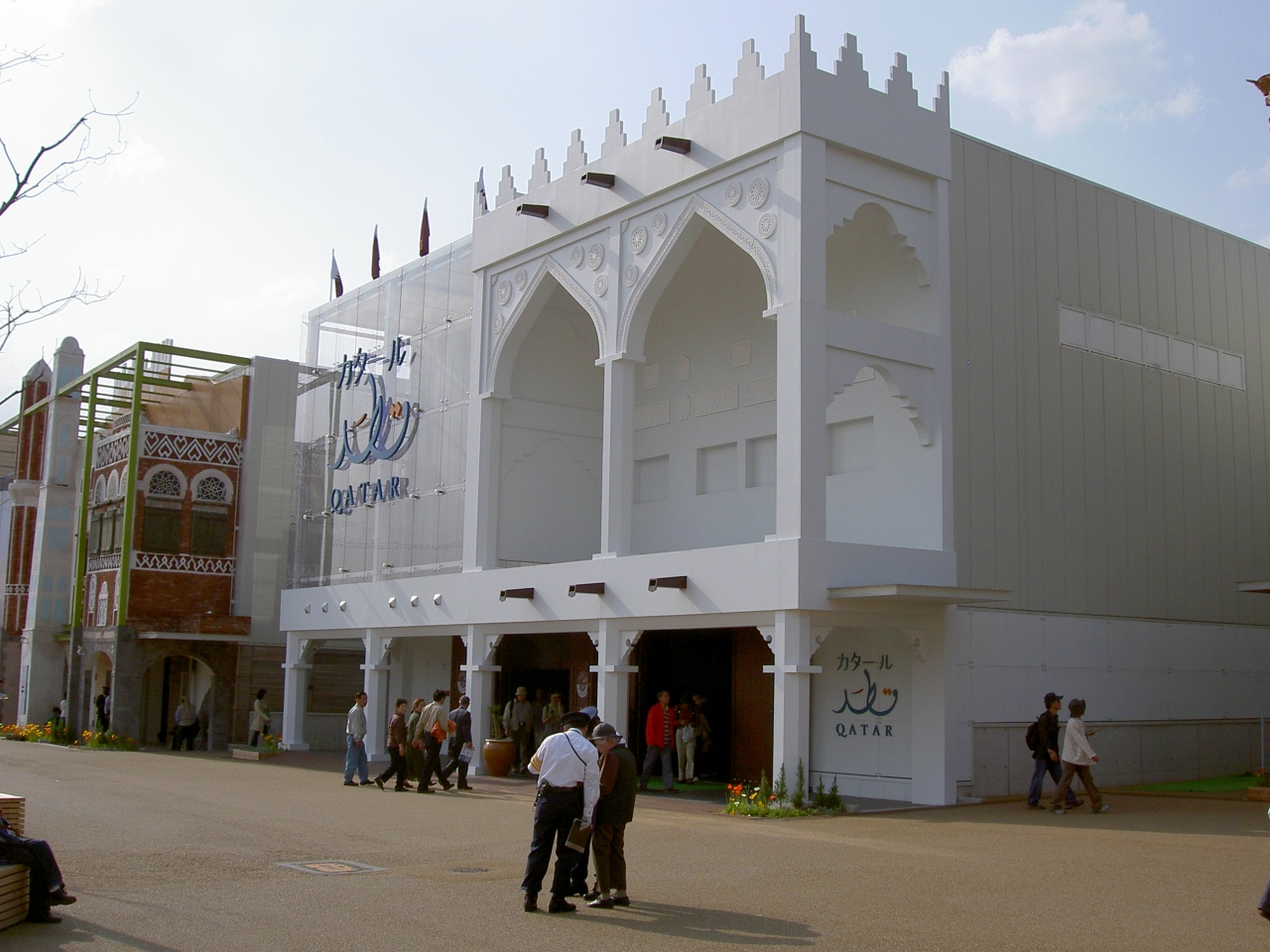
カタールパビリオン

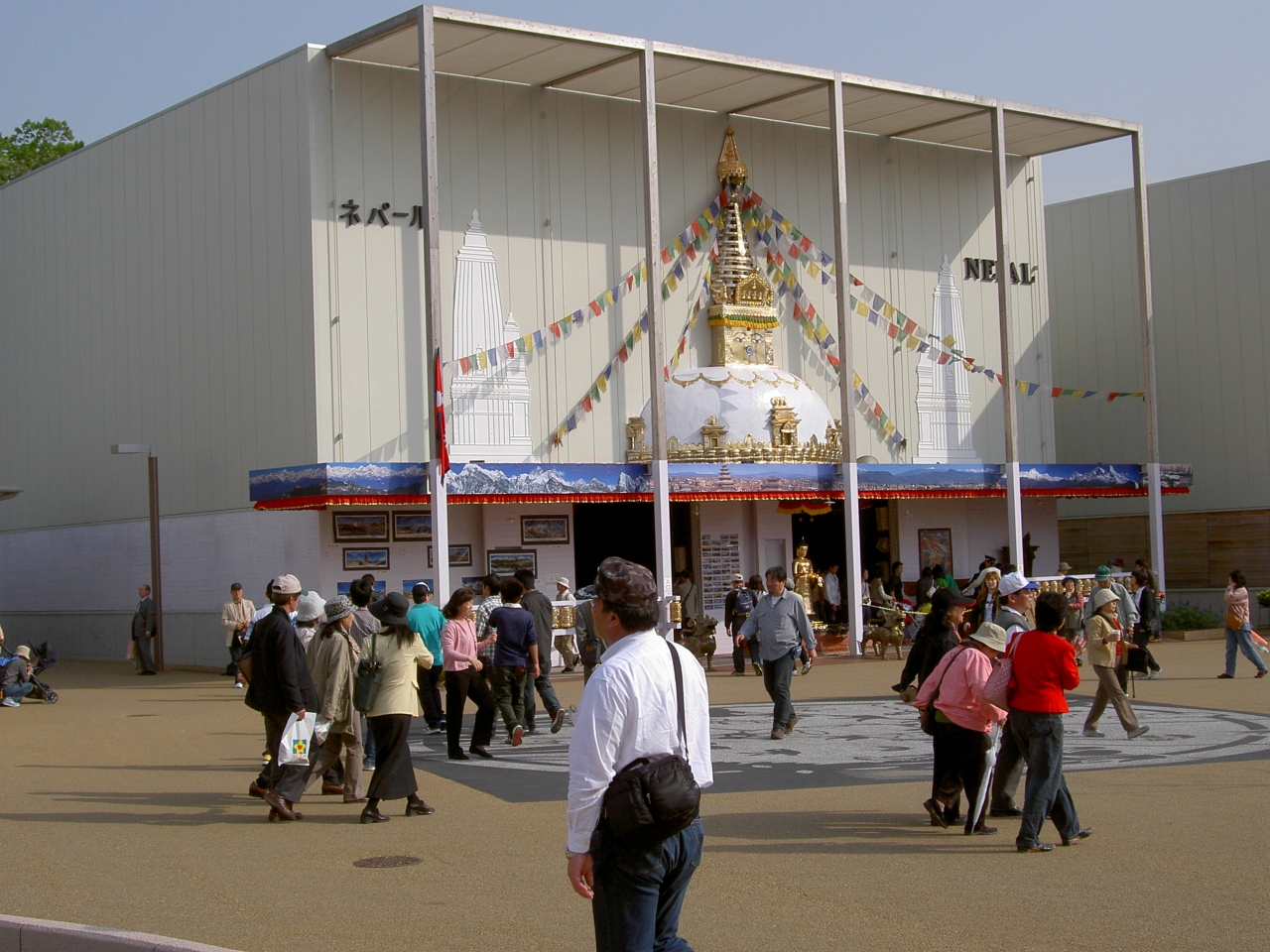
ネパールパビリオン

- 韓国館(5)
展示と3Dアニメ映画があった。展示だけで外に出ることもできる構造であったが、口コミでアニメ映画が人気化した。
- 中国館(5)
- 中央アジア共同館 - ウズベキスタン・カザフスタン・キルギス・タジキスタン
- イエメン館(1)
- イラン館
- インド館(4)
- カタール館
- サウジアラビア館(3)
- スリランカ館
- ネパール館
- パキスタン館
- バングラデシュ館
- ブータン館(1)
入口の「片持ち梁式木製橋」を渡ると、ブータン国民の笑顔を写した写真の壁がある。次に、長さ8mの帯状の布が天井から吊るされており、ブータンの自然の様子が画かれていた。また、様々な物が展示され、国民の生活の様子も合わせて伝えていた。その隣には、館内で最も人目を引いた大きな釈迦坐像を安置した工芸建築（ナムゲ・カンザン）があり、絢爛豪華な装飾が施されていた。館内右手には、トンドルと呼ばれる巨大な壁掛け仏画が吊り下げられていた。
- モンゴル館

#### グローバル・コモン2（南北アメリカ/国連）

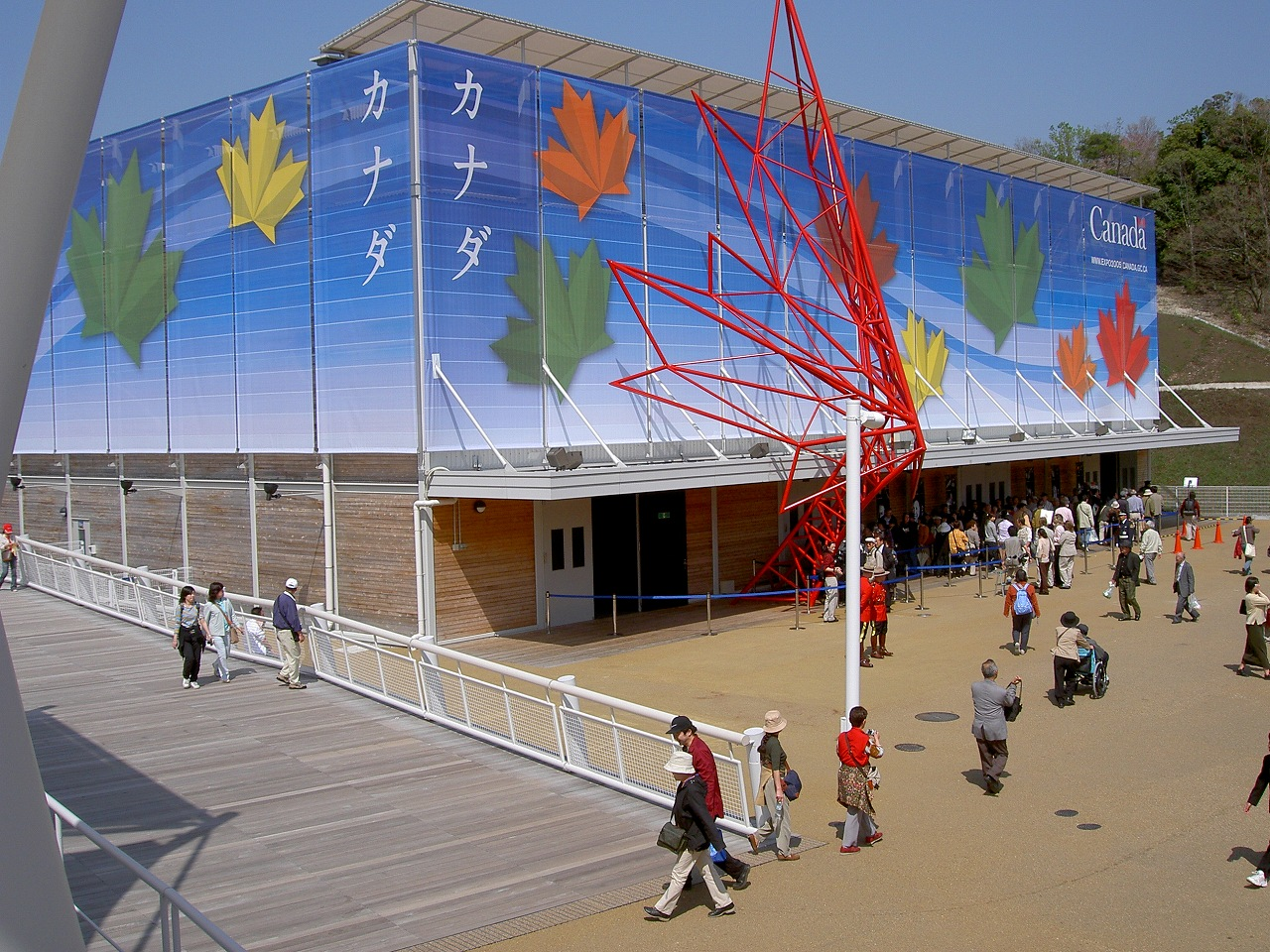
カナダパビリオン

- 国連館
- 国際熱帯木材機関館
- 国際赤十字・赤新月館(1)
初期の頃には呼び込みまでしていたが、館内で上映された衝撃的な映像（災害や紛争地区での赤十字の活動に留まらず、世界の現実を伝えるために少年兵が射殺されるシーンまで使われた）がマスコミや口コミで広がり、また、テーマソングにMr.Childrenの「タガタメ」を用いたことなども功を奏し、会期途中から人気パビリオンとなり、規模が1モジュールと小さいこともあって、待ち時間1～2時間以上が常態化した。最終日には、それまで観覧をあきらめていた人が「どうしても見たい」と押し寄せ、待ち行列がグローバル・コモン2の広場を埋め尽くし、最長で6時間待ちとなった。
- OECD館
- 中米共同館 - エルサルバドル・グアテマラ・コスタリカ・ニカラグア・パナマ・ベリーズ・ホンジュラス
- アメリカ館(5)
- アルゼンチン館
- アンデス共同館(4) - ベネズエラ・ペルー・ボリビア・エクアドル
展示内容の各国の調整に手間取り、開館が5月13日にずれ込んだ。

- カナダ館(4)
- キューバ館(1)
- ドミニカ館
- メキシコ館(3)

#### グローバル・コモン3（ヨーロッパ）
- イタリア館(5)
- ギリシャ館
- クロアチア館(1.5)
テーマは「一滴の水・一粒の塩」。館内は、白い壁で覆われ、床一面に塩田が復元されていた。塩田を通り抜けて2階へ移動すると、塩田を含めて室内全体がスクリーンとなり、クロアチアを上空から眺めた風景や人々の生活の様子が映し出された。
- スペイン館(5)　スペイン館公式ウェブサイト
- チュニジア館
- ドイツ館
ライドと呼ばれる 6人乗りの乗り物に乗り、館内に敷設された線路を駆けめぐり、ドイツの産業についての展示を見ることができた。受け入れ人数が少ないこともあり終始行列ができ、会期終盤になると午前中から3時間半に及ぶ待ち時間のための入場制限が行われた。9月に入ると徹夜で並ぶ人も出た。
- トルコ館(3)
- フランス館
ドイツと同一の建物を分割して使用。売店はドイツと共同化。地球環境をテーマにした重い内容の映像が上映された。閉幕後の9月26日、内装に使われた塩の壁（ルイ・ヴィトン提供）の一部が二見浦（三重県伊勢市、夫婦岩で有名）へ投げ入れられた。
- ブルガリア館
- ボスニア・ヘルツェゴビナ館
テーマは「人と橋」。ボスニア・ヘルツェゴビナの自然を写真と映像で紹介した。映像の前にソファーがあり、展示内容は単調であったため、期間後半は暑さを凌ぐ休憩所として活躍した。
- モロッコ館(1)
- リビア館
テーマは「砂漠の黄色と水の青」。館内に入ると中央に人工河川に使われた巨大な土管の模型が展示されていた。その周囲には、リビアの家庭の様子や工芸品を展示。奥に入るとスクリーンで人工河川の工事の様子を紹介していた。
- ヨルダン館
近年死海の水位が下がり続けており、その危機を訴えるための展示として 1階に死海の水を入れたプールがあった。『浮遊体験』と称して 1日 120人程が 20分程度泳ぐことができた。有料(2000円)だったが、朝早くから行列ができすぐに完売した。他の観覧者は、その姿を 2階から眺めることができた。その後、死海の水は近隣の高校や大学の文化祭の出し物に使われたり、温泉施設に引き取られるなどした。その他、エステや透明の瓶に色の付いた砂を詰めて作るサンドアートの実演販売が行われた。
- EXPOエコマネーセンター
万博終了後、名古屋市中区のアスナル金山に移転し業務が引き継がれている。
リ・オープンした11月20日、朝から行列が出来、報道陣も多数つめかけた。応援に来たモリコロも華を添える。 この日から3日間限定で、来場者全員にチケットホルダーが進呈された。
EXPOエコマネーセンター

#### グローバル・コモン4（ヨーロッパ）
- EXPOドーム
- 北欧共同館(4) - アイスランド・スウェーデン・デンマーク・ノルウェー・フィンランド
テーマは「北のオアシス」。館内上部にオーロラの模型があり、その中を巡る回廊を歩きながら、スウェーデンの科学技術や産業、フィンランドの森、デンマークの風力発電、アイスランドの溶岩、ノルウェーの滝など各国の様子が紹介されていた。館内中央には池があり、メッセージをプリントした紙で舟を作り流せるようになっていた。そのメッセージは、北欧の人々に送られたという。その他、北欧料理が味わえる店があった。また、入館時に封筒が渡され、北欧の様々な分野を紹介する絵葉書を収集して持ち帰ることが出来た。

- アイルランド館(1)
- イギリス館(4)
- ウクライナ館
- オーストリア館(2)
- オランダ館(1)
- コーカサス共同館 - アゼルバイジャン・アルメニア・グルジア
- スイス館(4)
- チェコ館(2)
- ベルギー館(4)
併設レストラン内にベルギーワッフルのマネケンが入っており、ワッフル3種類の実演販売をしていた。マネケン人気もあいまって長蛇の列が出来た。
- ポーランド館(2)
ポーランドの宣伝ビデオ上映や、世界遺産に指定されているヴィエリチカ岩塩坑の一部を本格的に再現した物があった。
- ポルトガル館(1)
- リトアニア館(1)
テーマは「リトアニア文明・文化の発展」。館内全体にDNAの螺旋構造が張り巡らされ、リトアニアの文明と自然などに関する映像が流された。また、タッチパネルでは、リトアニアの文化や歴史を知ることができた。館内奥にはバーが設けられ、様々なビール、ウォッカやブランデーなどが味わえた。
- ルーマニア館(1)
- ロシア館(4)
展示が最も充実した外国館のひとつだった。

#### グローバル・コモン5（アフリカ）
- NEDOパビリオン
- アフリカ共同館 - アンゴラ・ウガンダ・エチオピア・エリトリア・ガーナ・ガボン・カメルーン・ギニア・ケニア・コートジボワール・コンゴ共和国・コンゴ民主共和国・サントメ・プリンシペ・ザンビア・ジブチ・ジンバブエ・スーダン・セネガル・タンザニア・チャド・ナイジェリア・ブルキナファソ・ブルンジ・ベナン・マダガスカル・マリ・モーリタニア・ルワンダ
- 南アフリカ館
- エジプト館
- NEDO連携・新エネルギープラント

#### グローバル・コモン6（オセアニア・東南アジア）

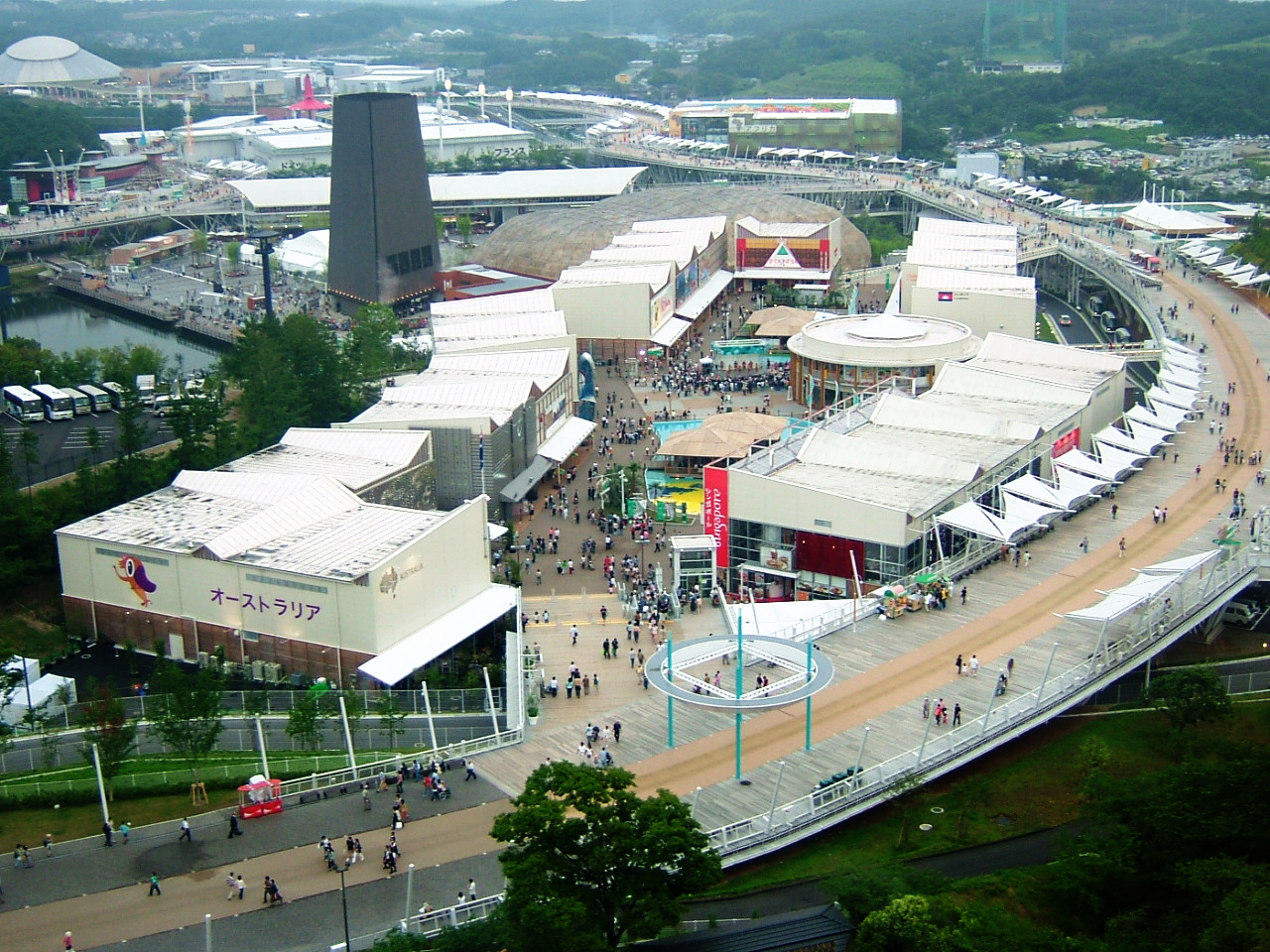
グローバル・コモン6

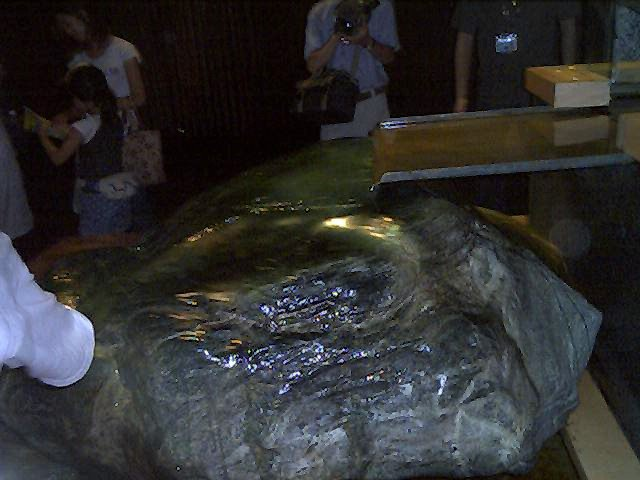
ニュージーランド館に展示されていた翡翠

- 南太平洋共同館 - キリバス・サモア・ソロモン諸島・ツバル・トンガ・バヌアツ・パプアニューギニア・パラオ・フィジー・マーシャル・ミクロネシア連邦
- インドネシア館(1)
- オーストラリア館(3)
- カンボジア館
入口ではインドラデヴィとライオンの彫像が出迎えてくれる。館内に入ると直ぐに、写真で写すと銀色に浮かび上がるというアンコール・ワットの不思議なパネルがあった。アンコール・ワット（550分の1）、タプローム寺院の門及び遺跡に根を張る木の根、アンコール・トムの勝利の門など様々な遺跡の模型が展示されていて、同時に遺跡修復活動の様子についても紹介されていた。その他、カンボジアの伝統家屋が再現されており、シルクの手織りの実演、石彫りの実演・販売も行われていた。出口では、カンボジアの英雄ジャヤバルマン7世と象の彫像が見送ってくれた。
- シンガポール館(3)
- タイ館(3)
- ニュージーランド館
館内の中心には、ニュージーランド国内で最大級とされる翡翠の原石が置いてあり、自由に触ることが出来た。この翡翠は、重さが1.8t、縦横1.5m、高さが75cmある。天井に白い雲の造型があり、翡翠に雨が滴る構造になっていた。その他、鳥がニュージーランドの上空を飛ぶのをイメージした映像が流れるスクリーンと、画面に手を触れると映像が変化するマルチ映像の大画面が展示してあった。
- フィリピン館(1)
- ブルネイ・ダルサラーム館
- ベトナム館
- マレーシア館
- ラオス館

### 企業パビリオンゾーンA（4館）
- 三菱未来館@earth（三菱グループ）

サブタイトルは「もしも月がなかったら」。案内役ロボット「wakamaru」が目玉の1つ。
- ワンダーサーカス電力館（電気事業連合会）

電車型の「フク丸エクスプレス」に乗り、8つの異なるテーマの「駅」を巡る。途中で万博会場を見渡せるポイントもある。総合アドバイザーは三枝成彰。
- JR東海 超電導リニア館（JR東海）

当時実験中の、リニアモーターカーに関する映像（3Dシアター）・展示（超電導ラボ）。リニアの実物車両も展示。なおこれを発展した施設として閉幕から6年後の2011年にリニア・鉄道館がオープンした。
- ワンダーホイール 展・覧・車（日本自動車工業会）

観覧車に乗り、車の歴史を知る展示を見る。途中で万博会場を見渡せるポイントもある。

### 企業パビリオンゾーンB（5館）
- トヨタグループ館（トヨタグループ）

テーマは「モビリティの夢、楽しさ、感動」。i-unit、i-footとダンサーとのパフォーマンスショーなど。設計はみかんぐみ。入館者数は265万人。会期中には、SMAP(当時)の香取慎吾ら芸能人が度々、ショーの観覧に訪れていた。混乱を避ける為に、いつ・誰が来所するといった情報は非公開であった。
- 日立グループ館（日立グループ）

テーマは「Nature　Contact～日立のITで蘇る希少動物達とのふれあい～」
夏休み中盤になると整理券を求めて夜明け前からゲート前に詰め掛ける人も。閉幕が近づくと徹夜で並ぶ人も多かった。午後6時以降は整理券を持たない来場者向けに直接入場も受け入れていた事から、オープン直後から直接入場希望者の入場待ち列が生じ、最大で8時間待ちを記録した事もあった。
- 三井・東芝館（三井・東芝）

テーマは「地球、生命の輝き」。フューチャーキャストと呼ばれる映像システムにより来場者の顔画像を取込み、登場人物に配役した「グランオデッセイ」が上映された。なお建物の設計は大江匡。万博終了後、グランオデッセイは長崎県佐世保市の大型観光施設ハウステンボスのニュースタッド地区において、2007年3月25日にオープンした。
- ガスパビリオン　炎のマジックシアター（日本ガス協会）

メインショー「炎のマジックシアター」と、メタンハイドレートの展示から成る。「炎のマジックシアター」の配役は以下のとおり。
- 火村大源（ほむら　だいげん、炎の大魔術師） ： 津川雅彦(VTR出演のみ)
- 燃八（ねんぱち、火村の元弟子） ： 古田新太(VTR出演のみ)
- コージ（火村の現弟子） ： 若手舞台俳優7名が、日替わりで生出演

- 共同館・夢みる山（中日新聞・中部日本放送・東海テレビ・積水ハウス・シヤチハタ・ブラザー工業・日本ガイシ）

開催された愛知県ゆかりの企業が集まり、以下の4つのミニパビリオンの集合体となっている（但し、積水ハウスのみ本社が大阪府）。
- テーマシアター「めざめの方舟」：押井守を総合演出に迎え、自然映像の公開を行った。（中日新聞・中部日本放送・東海テレビ・積水ハウス）
- シヤチハタ　マークタウン：シヤチハタのメイン事業である、スタンプ作成ができるブース。（シヤチハタ）
- NGKウォーターラボ：水をテーマにした3D映像ショー。（日本ガイシ）
- ブラザー　アウトプットファンタジー：近年のブラザーのメイン事業である、プリンター技術を利用したシール作成ブース。（ブラザー工業）

### 日本ゾーン

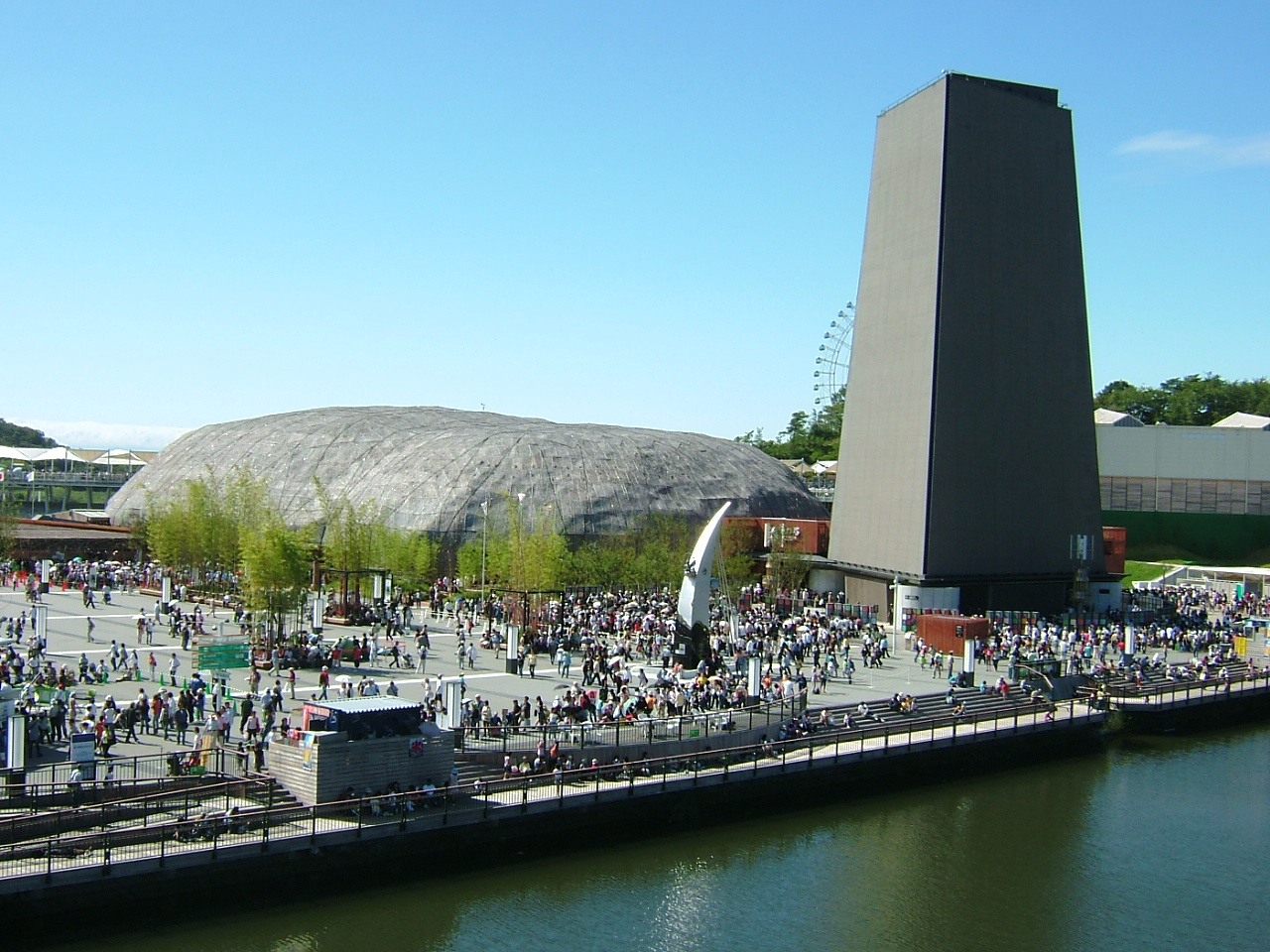
大地の塔と長久手日本館

- 長久手愛知県館（愛知県）
総合プロデューサーは山根一眞。1日約20回通算3000回以上の「地球タイヘン大講演会」を生で上演するというスタイル。劇座所属の劇団員が江古野博士を、エアリアル・パフォーマーが妖精を演じた。また「あいち・おまつり広場」が併設され、アジアで初の開催となった世界オリエンテーリング選手権の開会式をはじめとし、会期中は多くのイベントが開催された。
- 長久手日本館（日本国政府出展）
まゆ形の竹ケージで覆われたパビリオン。瀬戸日本館やウェブページ上のサイバー日本館とともに女優の竹下景子が総館長を務めた。なお、同館の目玉であった、世界初となる360度天球型シアターの「地球の部屋」は、東京上野の国立科学博物館に移設され、シアター36○（シアター・サン・ロク・マル）という名称で2006年12月21日から一般公開されている。
- 大地の塔（名古屋市）
世界最大の万華鏡が設けられた塔（高さ47m）。歌手の藤井フミヤがプロデュース。テーマは「日本の心。地球の命」、塔の周囲には風車により音を奏でる高さ8mの音具（3基）、公募された切り絵を切り絵灯籠（118基）が設置されていた。なお万華鏡は天井部に取付けた直径10.5mの3枚の円盤に着色オイルを入れ、これを重ね合わせ回転、上下運動させ直径40mの球体像を映し出すもので、ギネス・ワールド・レコーズにも認定された(施工：熊谷組)。
- 中部千年共生村（中部広域出展実行委員会）
中部9県[1]が共同出展。和紙と繭を使った外装は夜は行灯状に光る。水の巨大ドーム「ミズノバ」をはじめ、各県の様々な展示が用意された。

### 遊びと参加ゾーン
- EXPOホール
- モリゾー・キッコロメッセ

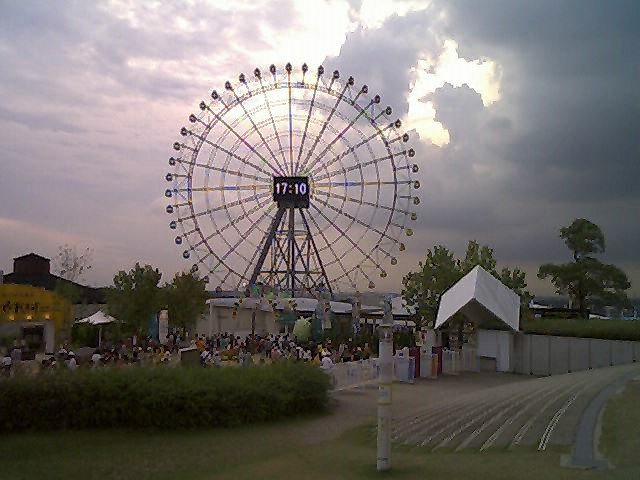
大観覧車

- わんパク宝島（協賛・JAグループ、ユニー、中央出版、山崎製パン）
  - 2005年日本国際博覧会特別記念局 8J2AI
アマチュア無線局。なお、会場内へのアマチュア無線機を含む無線機（携帯電話・PHS端末除く）の持ち込みは禁止されていた。
- ロボットステーション
- 地球市民村
- 水木しげるのゲゲゲの森
- ファミリー愛ランド
  - 大観覧車（高さ88m）
  - ドルフィンパラダイス
  - ファミリースインガー
  - キディランド
  - あそびの広場　ファンタジア
- ときめき愛ランド
  - ディスク・オー
  - -30℃の世界　アイスワールド
  - からくり屋敷　幽霊一座
  - レーザーガンシューティング　ヴァルカンを倒せ!!
  - カーニバル広場　ダウンタウン
- グローイングヴィレッジ
- 水の広場
- 風の広場
- 散策の森

### 森林体感ゾーン

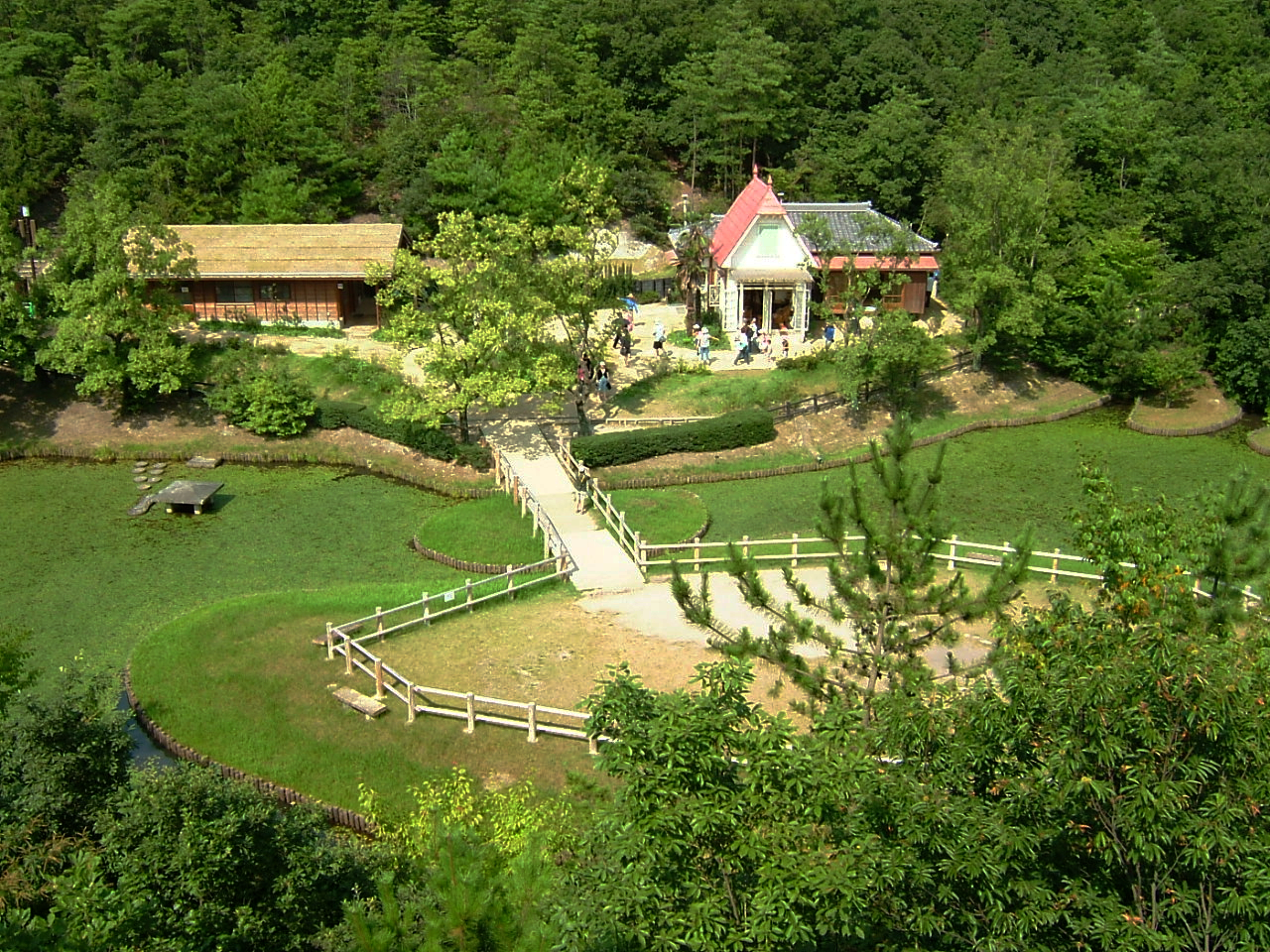
サツキとメイの家

- 日本庭園
- サツキとメイの家（博覧会協会・読売新聞社）
映画「となりのトトロ」にでてくる昭和30年代の草壁家の家を再現。
事前予約が必要だったため、各パビリオンの中でも競争率が最も高かった。当初、予約券がネットオークションで高値で不法に販売されたこともあった。その対策として、協会ははがきでの予約制に変更したが、当選倍率が約100倍となり、不法取引は無くなったが、中々当選しないのは相変わらずであった。閉幕後は愛知県に寄贈され、一般公開されている。
- 森の自然学校（北の森）
- 森の自然学校（南の森）

## 瀬戸会場
- 瀬戸ゲート
- ウェルカムハウス
- 天水皿n
- 瀬戸日本館（経済産業省）

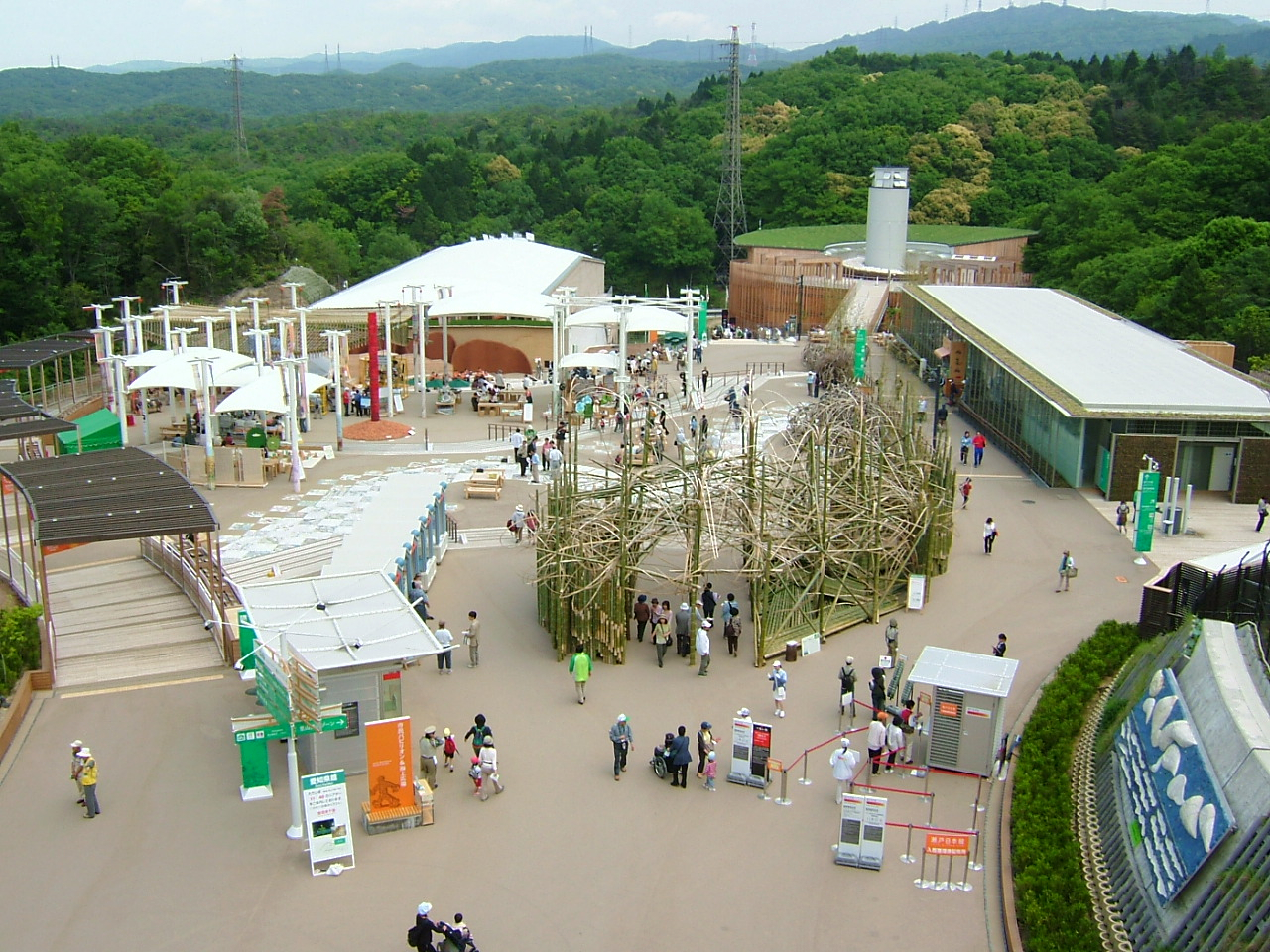
愛知万博瀬戸会場

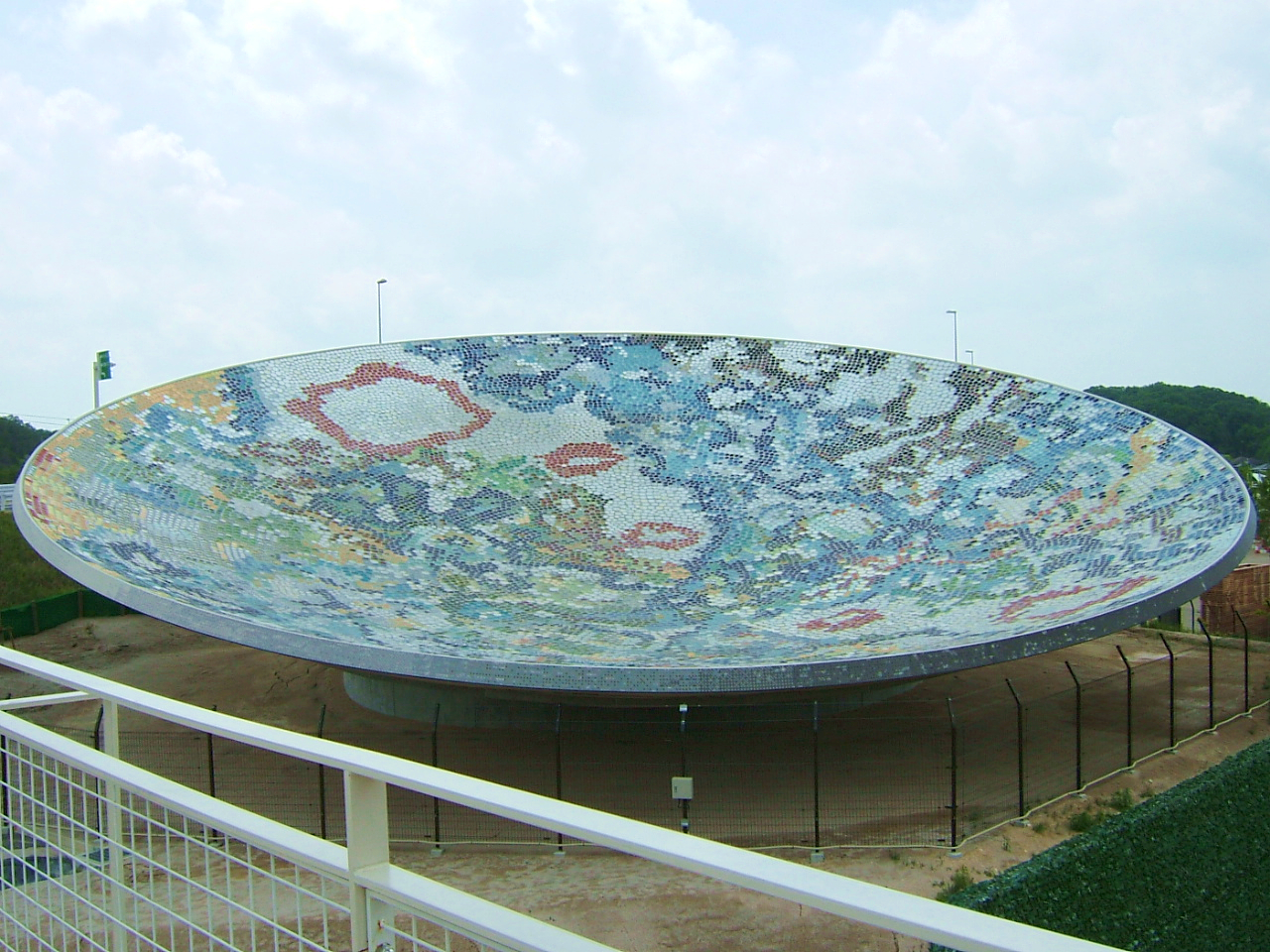
天水皿^{n}

　360度の円型シアターで毎日10回以上にわたって行われた「群読叙事詩劇・一粒の種」が評判を呼び、瀬戸会場最大の呼び物に。演者はオーディションで選ばれた男女で、脚本・演出は寺山修司の流れを組むJ.A.シーザー、プロデューサーは野田秀樹作品をすべて手がける北村明子。
- 瀬戸愛知県館（愛知県）施工：杉本組
- 市民パビリオン
- 海上広場
- 里山遊歩ゾーン
  - 里の自然学校

## 閉幕後
閉幕後は、ほぼ全てのパビリオン・入場ゲート・グローバル・ループ(一部は残されている。)等が撤去された。
ただし、愛知青少年公園時代からある、屋内プール、屋内スケート場、愛知県児童総合センターなどの建物は、会期中はグローバルハウスブルーホール、オレンジホール、わんぱく宝島・ロボットステーション、地球市民村などに改装されて使用され、その後は元の施設に復旧している。また、長久手会場の大観覧車、サツキとメイの家、茶室などや、瀬戸会場の瀬戸愛知県館などの一部施設はそのまま活用されている。詳しくは、長久手会場の後身「愛・地球博記念公園」、瀬戸会場のあった「海上の森（瀬戸愛知県館の後身「あいち海上の森センター」、天水皿nを含む）」を参照。